# Laborista-Guesher
Laborista-Guesher fue una lista conjunta del Partido Laborista Israelí y el partido Guesher para presentarse juntos a las elecciones parlamentarias de la XXII Knéset. La lista abogaba por la socialdemocracia y los impuestos progresivos. La plataforma de la lista se centraba principalmente en las cuestiones sociales y económicas. La lista estaba encabezada conjuntamente por Amir Peretz, del Partido Laborista Israelí, y por Orly Levy, del partido Guesher.

## Historia
El apoyo al Partido Laborista se derrumbó en las elecciones parlamentarias de Israel de abril de 2019, reduciéndose a solo 4,43% de los votos y a 6 escaños, teniendo el peor resultado en la historia del partido. En reacción al mal resultado, el líder del partido, Avi Gabbay, y el miembro de la Knéset, Tal Russo, renunciaron, lo que llevó a una elección en busca de un nuevo liderazgo.
En julio de 2019, Amir Peretz fue elegido el nuevo líder del Partido Laborista Israelí. Peretz declaró que reformaría el partido, traería nuevas fuerzas y nuevos datos demográficos, para expandir la base electoral del partido. Nitzan Horowitz, el recién elegido líder del partido Meretz, el exlíder del Partido laborista, y el ex-Primer ministro Ehud Barak, pidieron a Peretz que inicie conversaciones para establecer una lista unida de izquierda. Poco después de las elecciones primarias en busca de un liderazgo, otro miembro laborista de la Knéset, Shelly Yachimovich, también renunció, lo que significa que la mitad de la representación en la Knéset había renunciado. 
El 18 de julio de 2019, Amir Peretz, y Orly Levy-Abekasis, la presidenta de Guesher, anunciaron una campaña conjunta en las elecciones para elegir a la XXII Knéset. Guesher recibiría tres de los primeros diez puestos en la lista de los laboristas. Peretz decidió que a la lista no se unirían otros partidos políticos, evitando a Meretz y al partido del ex-Primer ministro Ehud Barak. La fusión con Guesher se encontró con protestas dentro del partido laborista, el miembro de la Knesset Stav Shaffir e Itzik Shmuli no estaban satisfechos porque Peretz había rechazado la fusión con Meretz y el partido democrático de Ehud Barak. 
Esta insatisfacción llevó a la renuncia de Stav Shaffir, quien dejó el partido laborista para formar la Unión Democrática junto con el partido Meretz y el Partido Democrático de Israel. Shmuli finalmente decidió permanecer en el Partido Laborista, y criticó la renuncia de Stav Shaffir. El 25 de agosto, Amir Peretz se afeitó el bigote, y dijo a sus votantes que la coalición Laborista-Guesher no se sentaría en un gobierno dirigido por Benjamín Netanyahu.